# Александров Сергій Валерійович
Сергій Валерійович Александров (30 травня 1957, місто Щецин, тепер Польща) — радянський діяч, регулювальник радіоелектронної апаратури та приладів Ростовського виробничого об'єднання «Алмаз». Член ЦК КПРС у 1990—1991 роках.

## Життєпис
Народився в родині радянського військовослужбовця.
У 1979 році закінчив Ростовський державний університет.
У 1979 році працював лаборантом Ростовського державного університету.
У 1979—1981 роках — інженер, у 1981—1984 роках — секретар комітету комсомолу заводу «Алмаз» міста Ростова-на-Дону.
Член КПРС з 1982 року.
З 1984 по 1987 рік служив у Радянській армії.
У 1987—1988 роках — заступник начальника цеху, з 1988 року — регулювальник радіоелектронної апаратури та приладів Ростовського виробничого об'єднання «Алмаз» міста Ростова-на-Дону.
Подальша доля невідома.